# حمد العايدي
حمدعبد العزيز سالم العايدي (أبو رمزي، 1936-1993) مناضل فلسطيني، ولد في مدينة بئر السبع لأسرة مهجرة بسبب نكبة عام 1948. شغل منصب سفير منظمة التحرير الفلسطينية في جمهورية الصين الشعبية، ورئيس دائرة شؤون الأراضي المحتلة في منظمة التحرير عام 1981. توفي في 31 آب 1993 في المملكة الأردنية الهاشمية.

## حياته العلمية
تلقّى العايدي تعليمه الأساسي في مدارس بئر السبع، ثم انتقل ليتابع تعليمه الأساسي والثانوي في مدينة غزة. ثم التحق بدار المعلمين ليُكمل تعليمه فيها. حاصل على ليسانس في الأدب الإنجليزي من جامعة دمشق.

## حياته النضالية
بدأ أبو رمزي نشاطه الوطني النضالي إبّان مرحلة الثانوية العامة عام 1954، إذ أسس نواة عمل عسكري في قطاع غزة برفقة خليل الوزير (أبو جهاد) وعبد الله الإفرنجي، فكان هو ثالثهم، حيث كانت تلك الحقبة التنظيمية الأولى في تلك الفترة والتي نذرت نفسها لمحاربة إسرائيل، واعتمدوا على الأشخاص الذين كانوا يتسللون داخل الأرض المحتلة والذين كانوا يقومون بعمليات فدائية بزرع عبوات ناسفة قرب معسكرات الجيش الاسرائيلي داخل الأراضي المحتلة، حيث أنهم نفّذوا عملية استهدفت تفجير خزان المياه (الحاووز) ونسفه عام 1955، والتي قامت إسرائيل بالرد عليها بعمليات ضرب البوليس الحربي في غزة، واستشهاد العديد من الضباط والأفراد بتاريخ 28 أيار عام 1955، وذلك بعد تنفيذ العملية السابقة بثلاثة أيام.
وعقب حرب حزيران/ يونيو في عام 1967 التحق بصفوف حركة فتح في الأردن، وانخرط خلالها في تشكيلات جهاز الرصد التابع للحركة. وانتقل للعمل في جهاز أمن الثورة بقيادة أبو يوسف النجار في مدينة بيروت عقب خروج قوات الثورة الفلسطينية من العاصمة عمّان عام 1971، ثم عُيّن نائبًا لرئيس الجهاز في المؤتمر الثالث لحركة فتح المنعقد في منطقة حموريا في أيلول 1971، واستمر في منصبه حتى عام 1973. شغل بعدها منصب سفير منظمة التحرير الفلسطينية لدى جمهورية الصين، والمسؤول العملي والفعلي في قيادة جهاز الأمن في بيروت. إضافة إلى عضوية اللجنة الأردنية الفلسطينية لدعم صمود المواطنين في الأراضي المحتلة.